# Giovanni Romero
Giovanni Romero (Mortara, 8 marzo 1841 – battaglia di Adua, 1º marzo 1896) è stato un militare italiano, insignito della medaglia d'oro al valor militare alla memoria nel corso della battaglia di Adua.

## Biografia
Nacque a Mortara, provincia di Pavia,  l'8 marzo 1841, figlio di Giuseppe e di Maddalena Gabetti.  Nel 1859 si arruolò volontario nell'Armata sarda in vista dello scoppio della per la guerra contro l'Austria, assegnato in forza all'11° Reggimento fanteria della brigata "Casale". Dopo lo scoppio delle ostilità,  il 24 giugno 1859 combatté durante la battaglia di San Martino con la 12ª Compagnia venendo decorato con la medaglia d'argento al valor militare.
Venne promosso sottotenente il 12 dicembre 1859, assegnato in servizio al 15° Reggimento fanteria della brigata "Savona" con cui partecipò l'anno successivo alla campagna delle Marche e dell'Umbria. Nel 1861 ottenne una menzione onorevole nel corso dell'assedio di Gaeta.
Trasferito al 1º Reggimento bersaglieri, con la promozione a capitano, il 7 giugno 1866, ritornò all'arma di fanteria assegnato al nel 51° Reggimento fanteria, partecipando alla terza guerra d'indipendenza italiana. Nel corso della battaglia di Custoza, il 24 giugno, riuscì ad occupare la posizione di Belvedere catturando numerosi prigionieri fra i quali quattro ufficiali. Per questo fatto gli fu concessa la Croce di Cavaliere dell'Ordine militare di Savoia.
Nel 1873, con la costituzione del corpo delle truppe alpine, venne assegnato alle compagnie del Distretto militare di Cuneo, comandando la 1ª Compagnia nel 1874.
Dieci anni dopo fu promosso maggiore e assunse il comando di un battaglione del 42° Reggimento fanteria della brigata "Modena"; poi nel novembre 1889, promosso tenente colonnello, fu trasferito alla Scuola sottufficiali di Caserta con l'incarico di insegnante di materie militari, rimanendovi per quattro anni. Promosso al rango di colonnello nel marzo 1894, assunse il comando del 29° Reggimento fanteria della brigata "Pisa".
Il rapido deteriorarsi della situazione in Eritrea chiese, ed ottenne, di partire per Africa, salpando da Napoli il 30 dicembre e arrivato a Massaua assunse il comando del 4° Reggimento di formazione (battaglioni VII, VIII, IX e XI) della 3ª Brigata (di riserva) del Corpo di spedizione del generale Oreste Baratieri. Nella battaglia di Adua, 1° marzo 1896, la 3ª Brigata del generale Giuseppe Ellena, che doveva occupare il Colle Rebbi Arienni, verso le ore 10:00 si trovò improvvisamente a fronteggiare, con parte delle truppe ancora in movimento, l'attacco delle truppe scioane che, travolta la brigata del generale Matteo Albertone, dilagavano oramai sull'intero fronte. Costituita una retroguardia della brigata, posizionò i suoi battaglioni a difesa della strada che conduceva al Colle di Rebbi Arienni. Nel corso dei furibondo combattimenti rimase ferito più volte finché non cadde ucciso, tra i suoi uomini. Per onorarne il coraggio fu successivamente insignito della medaglia d'oro al valor militare alla memoria.